# Agoniella banksi
Agoniella banksi es un coleóptero de la familia Chrysomelidae.
Fue descrita científicamente por primera vez en 1910 por Julius Weise.